# Юкио Мисима
Юкио Мисима (яп. 三島 由紀夫), урождённый Кимитакэ Хираока (яп. 平岡 公威, 14 января 1925, Токио — 25 ноября 1970, Синдзюку), — японский писатель, поэт, драматург, актёр, модель, синтоист, правый ультранационалист и основатель общества «Татэнокай» (яп. 楯の会, «Общество щита»). Мисима считается одним из самых значительных послевоенных стилистов японского языка. В 1960-е годы его кандидатура пять раз рассматривалась на соискание Нобелевской премии по литературе, в том числе в 1968 году, но в тот год награда досталась его соотечественнику и благодетелю Ясунари Кавабате. Среди работ Мисимы — романы «Исповедь маски» и «Золотой храм», а также автобиографическое эссе «Солнце и сталь». По словам автора Эндрю Рэнкина, произведения Мисимы характеризуются «роскошной лексикой и декадентскими метафорами, слиянием традиционного японского и современного западного литературных стилей, а также навязчивым утверждением единства красоты, эротики и смерти».
Политическая деятельность Мисимы сделала его противоречивой фигурой, которой он остаётся и в современной Японии. Когда ему было около 35, правая идеология и реакционные убеждения Мисимы становились всё более очевидными. Он гордился традиционной культурой и духом Японии и выступал против материализма западного образца, а также против японской послевоенной демократии, глобализма и коммунизма, опасаясь, что, приняв эти идеи, японский народ утратит свою «национальную сущность» (кокутай) и самобытное культурное наследие (синто и ямато-дамасии) и превратится в «бескорневой» народ. Мисима создал «Татэнокай» с целью вернуть святость и достоинство императору Японии. 25 ноября 1970 года Мисима и четверо членов его ополчения проникли на военную базу в центре Токио, взяли в заложники её коменданта и безуспешно пытались вдохновить Силы самообороны Японии на восстание и свержение Конституции Японии 1947 года (которую он называл «конституцией поражения»). После своей речи и криков «Да здравствует император!» он совершил сэппуку.

## Биография

### Детство (1925—1940)
Юкио Мисима родился 14 января 1925 года в семье крупного государственного чиновника Адзусы Хираоки и его супруги Сидзуэ. Отец Мисимы, с отличием окончив юридический факультет Токийского императорского университета, блестяще сдал государственный экзамен, необходимый для работы чиновником на самом высоком уровне, однако из-за личной предвзятости и интриг в кулуарах бюрократического аппарата вместо Министерства финансов был принят на работу в министерство, которое теперь носит название Министерства сельского, лесного и рыбного хозяйства. Коллегой отца Мисимы по работе был будущий премьер-министр Японии Нобусукэ Киси. После старшего сына Кимитакэ в семье родились его младшая сестра Мицуко (1928—1945) и брат Тиюки (1930—1996). Дед Мисимы Хираока Садатаро в 1908—1914 годах был губернатором Карафуто. Подал в отставку после скандала, связанного со спекуляцией сахалинским лесом.

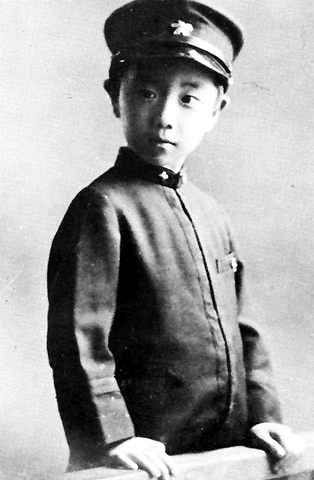
Мисима в детстве. Апрель 1931 года

До 12 лет, когда он перешёл в первый класс средней ступени школы, Кимитакэ жил и воспитывался в доме бабушки Нацуко. Даже с матерью он мог видеться только с разрешения бабушки. Совместная жизнь с Нацуко, которая забрала болезненного Кимитакэ у родителей и, оградив его от внешнего мира, воспитывала в строгих и утончённых аристократических традициях, оказала на формирование будущего писателя огромное влияние. Изоляция Кимитакэ от сверстников своего пола привела к тому, что он стал говорить в свойственной женской речи манере. Склонная к истерии Нацуко, несмотря на психологические стрессы, которые вызывало её поведение у Кимитакэ, была тонкой ценительницей кабуки и но, а также творчества Кёки Идзуми и привила Кимитакэ любовь к прозе и театру.
Тяжёлые болезни и постоянные недомогания, из-за которых Мисима не принимал участия в играх сверстников и часто пропускал школу, тоже наложили неизгладимый отпечаток на личность будущего писателя. Мисима рос впечатлительным и одарённым ребёнком, много времени проводившим за чтением книг. Привилегированную школу он окончил с отличием, получив из рук императора Сёва серебряные часы.

### Юность в военные годы (1939—1945)
Подчинившись желанию отца, Мисима поступил на юридический факультет Токийского университета, где изучал немецкое право. К этому же периоду жизни писателя относится его сильное увлечение литературой немецкого романтизма, породившее позднее интерес к сочинениям Томаса Манна и философии Фридриха Ницше.
15 августа 1945 года капитуляцией Японии завершилась Война на Тихом океане. В потоке последовавшей за этим днём чередой самоубийств оказался и застрелившийся 19 августа в Малайзии лейтенант, а в прошлом литературный критик, Дзэммэй Хасуда, бывший в то время кумиром и духовным наставником Мисимы. 23 октября от тифа в возрасте 17 лет скончалась Мицуко, младшая сестра Мисимы. К этому же времени относится разрыв Мисимы со своей первой любовью Кунико Митани (впоследствии она вышла замуж за банковского служащего, став тётей известного японского предпринимателя Дзюнды Аюгавы), дочерью государственного деятеля и дипломата Таканобу Митани и младшей сестрой Макото Митани, одного из самых близких друзей Мисимы. Кунико и Макото Митани послужили прообразами для Соноко и Кусано, персонажей написанного позднее романа «Исповедь маски».

### Литературный дебют и «Исповедь маски» (1946—1951)
В 1946 году Мисима совершил паломничество в Камакуру к жившему там признанному классику японской литературы Ясунари Кавабате, показав ему рукопись своих рассказов «Сигарета» и «Средние века» с просьбой содействовать в их публикации. По рекомендации Кавабаты, занимавшего в то время административный пост в библиотеке Камакуры, «Сигарета» была вскоре напечатана в журнале «Человек» (яп. 人間). Таким образом вступив, благодаря протекции старшего мастера, в литературный мир, Мисима до конца жизни сохранил почтительное отношение к Кавабате как к своему учителю (при этом никогда прямо не называя его учителем, ограничиваясь обращением Кавабата-сан). В том же году в журнале «Гундзо» появился рассказ Мисимы «Повествование на мысе».
В январе 1947 года Мисима стал принимать участие в неформальных встречах, которые устраивали Осаму Дадзай и Кацуитиро Камэи. Известен случай, когда на одной из встреч, высказывая своё мнение о творчестве Дадзая, Мисима категорично заявил, что терпеть не может его произведений. По словам самого Мисимы, потрясённый Дадзай на это дерзкое высказывание ответил, что раз Мисима всё же приходит сюда, значит всё-таки к произведениям Дадзая тот не равнодушен. Любопытно, что также присутствовавший при этом инциденте Кадзуо Нохара передаёт слова Дадзая, сказанные им с неприкрытой злостью, иначе: «Раз не нравится, так больше не приходи сюда». Эпатажность высказываний и действий Мисимы станет впоследствии одной из его неотъемлемых черт.
В ноябре 1947 года Мисима окончил юридический факультет Токийского университета. Пытаясь устроиться на работу в «Японский промышленный банк» (яп. 日本勧業銀行), он сдал соответствующий экзамен, но кандидатура Мисимы была отклонена по причине его неудовлетворительного здоровья. После этого, однако, успешно сдав государственный квалификационный экзамен, необходимый для работы чиновником высокого ранга (в списке результатов имя Мисимы значилось на 138 месте из 167), Мисима некоторое время проработал в Министерстве императорского двора, после чего по рекомендации отца перешёл в Министерство финансов. Совмещая работу чиновника с активной литературной деятельностью, Мисима написал своё первое произведение крупной формы, озаглавленное «Вор». В это же время состоялось его знакомство с писателем Фусао Хаяси, отношения с которым Мисима испортил лишь в поздние годы, по его словам, из-за политической беспринципности Хаяси.
В 1948 году Мисима примкнул к литературному объединению «Современная литература». Получив от Кадзуки Сакамото, главного редактора издательства «Кавадэсёбосинся», заказ на написание романа, Мисима, пытавшийся жить двойной жизнью чиновника и писателя, из-за истощённости организма чуть не погиб, упав с железнодорожной платформы и едва не попав под поезд. Этот инцидент способствовал тому, что в сентябре 1948 года Мисима уволился из Министерства финансов и посвятил себя полностью литературной деятельности, с чем был вынужден постепенно смириться и его отец.

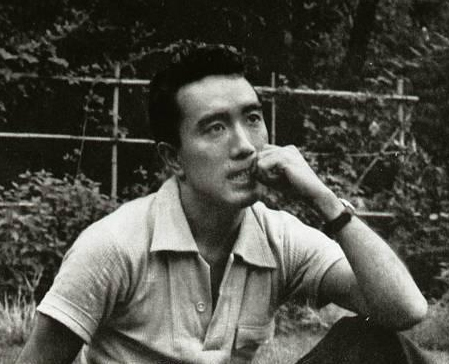
Юкио Мисима в 1956 году

В июле 1949 года был опубликован только что завершённый Мисимой роман «Исповедь маски», который, с одной стороны стал сенсацией из-за откровенно представленной в нём гомосексуальности, а с другой — был высоко оценён критиками, что позволило Мисиме занять своё место в литературной элите Японии. За «Исповедью маски» последовали «Жажда любви» (1950) и «Запретные цвета» (1953). На основе гомосексуальных по своей тематике «Запретных цветов» Тацуми Хидзиката в 1959 году поставил одноимённый спектакль, который принято отождествлять с зарождением танца буто. Успех многочисленных произведений Мисимы вывел его в лидеры японской послевоенной литературы. В декабре 1951 года по протекции своего отца и в качестве специального корреспондента газеты «Асахи симбун» Мисима отправился в кругосветное путешествие, откуда вернулся в августе следующего года.

### Перестройка тела и духа и «Золотой храм» (1952—1957)

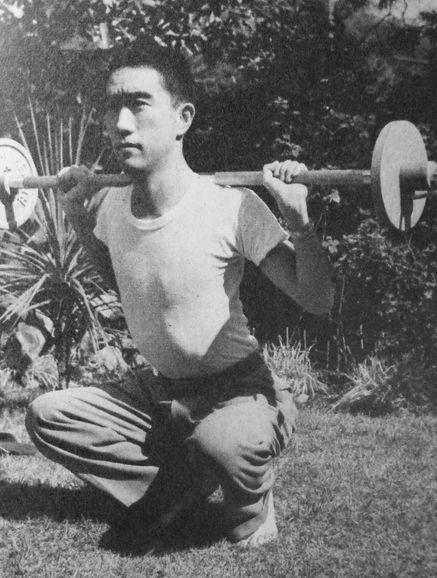

Из своего кругосветного путешествия Мисима вынес, по его собственным словам, личное переоткрытие солнечного света, телесности и ощущений, что оказало огромное влияние на его дальнейшую литературную деятельность. Вернувшись в Японию, начиная примерно с 1955 года он взялся за радикальную перестройку собственного тела, занявшись бодибилдингом. В то же время Мисима, заинтересовавшись классической японской литературной традицией (его внимание привлёк прежде всего Мори Огай), стал изменять и свой писательский стиль. Двойственное изменение Мисимы нашло своё выражение в написанном под влиянием эстетики Мори Огая и Томаса Манна романе «Золотой храм» (1956), за основу которого была взята история о сожжении храма Кинкакудзи молодым монахом. «Золотой храм» стал одной из творческих вершин писателя и считается самым читаемым в мире произведением японской литературы.
В эти годы начался период восторженного восприятия каждой новой работы Мисимы читателями. Сначала написанный на фоне идиллического пейзажа острова Камисима (префектура Миэ) по мотивам греческой классики «Дафнис и Хлоя» роман «Шум прибоя» (1954), а затем и «Долгая весна» (1956) и «Пошатнувшаяся добродетель» (1957) открыли череду произведений, ставших бестселлерами. Многие из них обрели столь большую популярность, что были экранизированы. Мисима стал одной из центральных фигур японского литературного мира. В это же время, словно демонстрируя многогранность собственного таланта, Мисима обратился к драматургии и написал, наряду с многочисленными пьесами, сборник современных пьес для театра но, а затем, примкнув к театру «Бунгакудза», дебютировал как постановщик собственных произведений и актёр.

### Мировая известность и «Дом Кёко» (1958—1964)
В 1959 году вышел в свет роман «Дом Кёко», на создание которого ушло около двух лет и который, по замыслу автора, противопоставлялся «Золотому храму»: если «Золотой храм» являлся глубоким анализом внутреннего мира отдельного человека, то в «Доме Кёко» центральным стало отображение сущности современной эпохи в целом. Мнения литературных критиков разделились: Такэо Окуно назвал работу настоящим шедевром, в то время как Кэн Хирано и Дзюн Это оценили «Дом Кёко» как провал. Реакцию читателей, склонявшихся к мнениям Хирано и Это, также нельзя было назвать положительной. В результате Мисима, избалованный успехом, впервые в своей литературной деятельности испытал действительно сильное разочарование, что стало поворотным моментом для всей его дальнейшей карьеры.
Тем не менее для продолжавшего оставаться популярным Мисимы последовавший за публикацией «Дома Кёко» период оказался плодотворным. В числе написанного им в эти годы романы и повести «После банкета» (1960), «Красивая звезда» (1962), «Шёлк и проницательность» (1964), новеллы «Сэмбэй за десять тысяч иен» (1960), «Патриотизм» (1961), «Меч» (1963), пьесы «Розы и пираты» (1958), «Тропические деревья» (1960), «Кото радости» (1963) и другие сочинения.

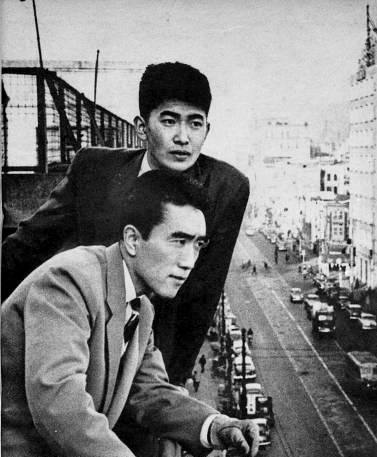
Мисима (снизу) и Синтаро Исихара в 1956 году

В личной жизни Мисимы также произошли изменения. В 1958 году он женился на Ёко Сугияме, дочери известного мастера классической японской живописи Ясуси Сугиямы. Выбор супруги Мисима прокомментировал, сказав по этому поводу, что Ёко как дочь художника свободна от иллюзий о том, что собой художник представляет на самом деле. Вместе с женой Мисима поселился в новом особняке, построенном в американском колониальном архитектурном стиле, напоминающем о викторианской эпохе (проектирование и строительство было осуществлено известной японской строительной компанией «Симидзу кэнсэцу»). Однако долгожданное завершение амбициозного строительства принесло и многочисленные неприятности. В их числе скандал и судебный процесс, инициированный дипломатом Хатиро Аритой, обвинившим в 1961 году Мисиму в том, что тот в произведении «После банкета» нарушил право Ариты на неприкосновенность частной жизни (дело было закрыто со смертью Ариты в 1965).
В том же году Мисима получил угрозы с обещанием физической расправы от правых радикалов, что было вызвано поддержкой Мисимы писателя Ситиро Фукадзавы, который в свою новеллу «Необыкновенный сон» включил сцену приводящего в восторг японцев убийства коммунистами наследного принца Акихито и принцессы Митико, что оскорбило экстремистов и привело к теракту, получившему в прессе известность под названием «Инцидент Симанаки» (по имени президента выпустившего роман издательства «Тюокорон», чей дом и семья подверглись нападению). В результате в течение нескольких месяцев резиденция Мисимы находилась под охраной полиции. Чувство страха перед правыми экстремистами, испытанное Мисимой в этот период, по мнению его младшего брата дипломата Тиюки Хираоки, во многом объясняет радикальность и ультраправость взглядов «позднего» Мисимы.
Уже к 1962 году у Мисимы достаточно подробно созрел замысел тетралогии «Море изобилия», а в 1963 году разразился новый скандал, на этот раз вокруг пьесы «Кото радости», которую руководство театра «Бунгакудза» отказалось ставить ввиду её излишней политизированности: в результате Мисима и 14 ведущих актёров театра демонстративно покинули «Бунгакудза». Однако, несмотря на то, что «Кото радости» и некоторые другие работы Мисимы во многом соответствовали духу того времени, когда на волне беспрецедентного по своему масштабу гражданского протеста против японско-американского договора безопасности пересечение политики и искусства стало повсеместным, политизированность Мисимы была ещё далека от того фанатизма, до которого она дошла во второй половине 1960-х.
В этот период к своим занятиям бодибилдингом Мисима добавил тренировки по кэндо и каратэ (сётокан). Снимаясь в главной роли в фильме Ясудзо Масумуры «Караккадзэ яро» (продюсер Масаити Нагата, студия «Дайэй», 1960), позируя известному фотографу Эйко Хосоэ для изобиловавшего мазохистическими мотивами альбома, озаглавленного «Наказание розами» (1961), а также другими средствами Мисима целенаправленно стал создавать в СМИ культ своего тела, сильного и преображённого после изнурительных тренировок. Поступки Мисимы, не имевшие отношения к его литературной деятельности, с одной стороны, можно оценивать как вульгарное бравирование собственными пороками, но с другой стороны они позволяют смотреть на Мисиму, насквозь видевшего и свободно манипулировавшего в собственных интересах механизмами СМИ, неожиданно получившими в послевоенные годы рычаги ощутимого общественного влияния, как на предвозвестника умело формирующих благоприятный имидж современных поп-идолов и «звёзд» шоу-бизнеса.
Кроме того, данный период характеризуется многочисленными исполнениями постановок драматургических сочинений Мисимы, а также популяризацией его творчества в Европе и Америке, благодаря начавшим появляться в печати переводам на европейские языки. В числе тех, кто способствовал расширению читательской аудитории Мисимы, были американские японисты Дональд Кин и Эдвард Зайденштиккер. Начиная с этого времени, произведения Мисимы получают всемирную известность и удостаиваются высокой оценки критиков на Западе.

### «Общество щита» и «Море изобилия» (1965—1970)
В 1965 году началась продолжавшаяся до 1967 года серийная журнальная публикация романа «Весенний снег», первой части посвящённой интерпретации буддийской концепции круговорота человеческого существования тетралогии «Море изобилия», задумывавшейся Мисимой как работа всей его жизни. В том же году вышла пьеса «Маркиза де Сад». К последнему периоду жизни Мисимы относятся и несколько подряд выдвижений кандидатуры Мисимы на соискание Нобелевской премии по литературе.
В эти годы Мисимой написан и поставлен (с самим автором в главной роли) «Патриотизм» (1965), опубликованы «Голоса духов героев» (1966) и получивший название «Несущие кони» второй том «Моря изобилия» (1967—1968), а также многочисленные другие произведения, воспевающие героическую смерть и подчёркивающие неразрывность связи между эстетической красотой и политически окрашенными действиями.
В декабре 1966 года Мисима познакомился с редактором националистического журнала «Ронсо» (яп. 論争ジャーナル Спор). Между Мисимой и группой активистов журнала завязались тесные отношения, натолкнувшие его на идею создания собственной военизированной группы. Первыми шагами к её реализации стали личное вступление Мисимы в состав сил самообороны и совершение полёта на истребителе Локхид Ф-104 Старфайтер, а также начало формирования группы на базе участников журнала «Ронсо». В это же время Мисима сблизился с Киёкацу Ямамото, командующим японскими силами самообороны. Вышли в свет политически ангажированные «Солнце и сталь», «Моё Хагакурэ», «В защиту культуры» и другие публицистические работы.
В 1968 году началась публикация «Храма на рассвете», третьего тома тетралогии Мисимы, а также вышла пьеса «Мой друг Гитлер». 3 ноября того же года из активистов журнала «Ронсо» была сформирована военизированная группа «Общество щита». В 1969 году Мисима обратился к написанию пьес для театра кабуки и опубликовал несколько произведений в этом жанре. Во время студенческих волнений Мисима посетил захваченный студентами Токийский университет, где принял участие в ожесточённой дискуссии о месте императора и государственном устройстве; оппонентом Мисиме выступил Масахико Акута, который на тот момент был студентом Токийского университета. В очередной раз снявшись в кино, Мисима сыграл роль в поставленном Хидэо Госей фильме «Убийство», где также участвовали Синтаро Кацу, Юдзиро Исихара и Тацуя Накадай. Из-за разногласий, связанных с финансированием военных расходов «Общества щита», Мисима прекратил сотрудничество с журналом «Ронсо», однако в составе «Общества щита» остался участник японской студенческой лиги Масакацу Морита, которому суждено было сыграть ключевую роль в последовавших далее событиях, закончившихся смертью Мисимы.

### Самоубийство
Утром 25 ноября 1970 года Мисима отослал своему редактору (Тикако Кодзиме) текст романа «Падение ангела», ставшего последним томом тетралогии «Море изобилия» и последним сочинением Мисимы вообще.
В тот же день Мисима вместе с Моритой и ещё четырьмя членами «Общества щита» приехал на базу сухопутных войск Сил самообороны в Итигае, где взял в заложники командующего базой. С балкона кабинета командующего он обратился к солдатам с призывом совершить государственный переворот. Однако театрализованная попытка государственного переворота была личным составом базы преимущественно проигнорирована, и Мисима покончил с собой, совершив традиционный японский обряд сэппуку (харакири).
Обряд не сразу удалось провести как положено: после нескольких неудачных попыток обезглавить Мисиму его товарищ Морита был вынужден передать меч Коге, который и отрубил голову Мисиме.

### Романы
- Воры / 盗賊 (1947—1948)
- Исповедь маски / 仮面の告白 (1949, рус. пер. Г. Ш. Чхартишвили, 1994)
- Белоснежная ночь / 純白の夜 (1950)
- Жажда любви / 愛の渇き (1950, рус. пер. А. Е. Белых, 2000)
- Молодость / 青の時代 (1950)
- Запретные цвета (Запретные удовольствия) / 禁色 (1951—1953, рус. пер. А. Е. Белых, 2005)
- Приключение Нацуко / 夏子の冒険 (1951)
- Сделано в Японии / にっぽん製 (1952)
- Город любви / 恋の都 (1953)
- Шум прибоя / 潮騒 (1954, рус. пер. А. Е. Белых, 2004)
- Богиня / 女神 (1954)
- Затопленный водопад / 沈める滝 (1955)
- «Счастье» отправляется в плавание / 幸福号出帆 (1955)
- Золотой храм / 金閣寺 (1956, рус. пер. Г. Ш. Чхартишвили, 1989)
- Слишком много весны / 永すぎた春 (1956)
- Оплошность добродетели / 美徳のよろめき (1957)
- Дом Кёко / 鏡子の家 (1959, рус. пер.: Е. В. Стругова, 2023)
- После банкета / 宴のあと (1960)
- Девушка / お嬢さん (1960)
- Каприз зверя / 獣の戯れ (1961)
- Красивая звезда / 美しい星 (1962)
- Побег любви / 愛の疾走 (1962)
- Школа плоти / 肉体の学校 (1963)
- Моряк, которого разлюбило море / 午後の曳航 (1963, рус. пер. Ю. Чинарева, 2011)
- Шёлк и проницательность / 絹と明察 (1964)
- Музыка / 音楽 (1964)
- Этот непростой парень / 複雑な彼 (1966)
- Эпистолярные уроки Юкио Мисимы / 三島由紀夫レター教室 (1966)
- Вечернее платье / 夜会服 (1966)
- Жизнь на продажу / 命売ります (1968, рус. пер. С. Логачёва, 2021)
- Море изобилия / 豊穣の海 (тетралогия, 1965—1971):
  - Весенний снег / 春の雪 (1968, рус. пер. Е. В. Стругова, 2003)
  - Несущие кони / 奔馬 / (1969, рус. пер. Е. В. Стругова, 2004)
  - Храм на рассвете / 暁の寺 (1969, рус. пер. Е. В. Стругова, 2005)
  - Падение ангела / 天人五衰 (1970, рус. пер. Е. В. Стругова, 2006)

### Пьесы
- Её высочество Аои / 葵上 (1955, рус. перевод 2004)
- Маркиза де Сад / サド侯爵夫人 (1965, рус. перевод 1993[15])
- Мой друг Гитлер / わが友ヒットラー (1968, рус. перевод 1993[16])
- Ханьданьская подушка
- Надгробие Комати
- Парчовый барабан
- Веер в залог любви
- Кото радости / 喜びの琴事件 (1963)

### Новеллы
- Патриотизм / 憂国 (1966, рус. перевод 1993[17])
- Смерть в середине лета / 真夏の死 (1953, рус. перевод Г. Ш. Чхартишвили, 1993[18])
- Газета
- Цветы щавеля
- Море и закат
- Философский дневник маньяка-убийцы, жившего в средние века
- Любовь святого старца из храма Сига

### Эссе
- Солнце и сталь / 太陽と鉄 (1965, рус. перевод 1999)
- Голоса духов героев / (1966, рус. перевод 2002)
- В защиту культуры (1968, рус. перевод 2002)
- Учение Ван Янмина как революционная философия / (1970, рус. перевод 2002)

## Фильмография

### Экранизации произведений
| Год  | Название                                 | Режиссёр           |
| ---- | ---------------------------------------- | ------------------ |
| 1958 | «Пламя» (炎上, по роману «Золотой храм») | Кон Итикава        |
| 1964 | «Меч» (剣)                               | Кэндзи Мисуми      |
| 1966 | «Патриотизм» (憂国)                      | Юкио Мисима        |
| 1966 | «Жажда любви» (愛の渇き)                 | Корэёси Курахара   |
| 1972 | «Музыка» (音楽)                          | Ясудзо Масумура    |
| 1976 | «Золотой храм» (金閣寺)                  | Ёити Такабаяси     |
| 1976 | «Моряк, который потерял милость моря»    | Льюис Джон Карлино |
| 2005 | «Весенний снег» (春の雪)                 | Исао Юкисада       |

### Художественные фильмы о жизни и смерти Мисимы
| Год  | Название                                                            | Режиссёр       |
| ---- | ------------------------------------------------------------------- | -------------- |
| 1985 | «Мисима: жизнь в четырёх главах» (Mishima: A Life in Four Chapters) | Пол Шредер     |
| 2012 | «Мисима: Финальная глава» (11・25自決の日 三島由紀夫と若者たち)     | Кодзи Вакамацу |

### Фильмы с участием Мисимы
| Год  | Оригинальное название           | Русское название                        | Персонаж                       | Режиссёр                   |
| ---- | ------------------------------- | --------------------------------------- | ------------------------------ | -------------------------- |
| 1951 | - 純白の夜 - Jumpaku no Yoru    | Чистые белые ночи                       | В эпизоде                      | Хидэо Ооба                 |
| 1960 | - からっ風野郎 - Karakkaze Yarō | Загнанный волк                          | Такэо Асахина (главный герой)  | Ясудзо Масумура            |
| 1966 | - 憂国 - Yūkoku                 | Патриотизм или церемония любви и смерти | Синдзи Такэяма (главный герой) | Юкио Мисима, Домото Масаки |
| 1969 | - 人斬り - Hitokiri             | Убийца (Кара Небес!)                    | Танака Синбэй                  | Хидэо Гося                 |

## Спектакли
| Год  | Театр                                | Название                                             | Режиссёр-постановщик |
| ---- | ------------------------------------ | ---------------------------------------------------- | -------------------- |
| 2010 | Московский Новый драматический театр | «Додзёдзи-храм» по циклу пьес «Современный театр но» | Вячеслав Долгачёв    |